# Grzegorz Tornikes
Grzegorz Tornikes (zm. ok. 1166) – metropolita Efezu od 1155, autor wielu listów, stanowiących cenne źródło do poznania dziejów Bizancjum w XII wieku.